# Linhu, Wuzhong
Linhu (kinesiska: 临湖, 临湖镇) är en köpinghuvudort i Kina. Den ligger i provinsen Jiangsu, i den östra delen av landet, omkring 190 kilometer sydost om provinshuvudstaden Nanjing. Antalet invånare är 55 282. Befolkningen består av 27 706 kvinnor och 27 576 män. Barn under 15 år utgör 9,0 %, vuxna 15-64 år 79 %, och äldre över 65 år 10,0 %.
Runt Linhu är det tätbefolkat, med 947 invånare per kvadratkilometer. Närmaste större samhälle är Songlong, 17,7 km öster om Linhu. 
Genomsnittlig årsnederbörd är 1 661 millimeter. Den regnigaste månaden är juni, med i genomsnitt 221 mm nederbörd, och den torraste är december, med 59 mm nederbörd.